# Arnaldo Salatti
Arnaldo Salatti (Genova, 1923 – Genova, 3 gennaio 2005) è stato un imprenditore e dirigente sportivo italiano.
Originario del quartiere genovese di Rivarolo di umili origini, riuscì a creare negli anni sessanta un impero nel settore dell'edilizia a lui si devono la costruzione di opere di grande rilievo come la diga Foranea e svariati complessi di edilizia popolare nel ponente ligure, fu anche fondatore dell'istituto Bernini.
Ebbe un ruolo di rilievo nel mondo sportivo genovese fu presidente regionale del CONI e presidente della Sampdoria fra il 1966 e il 1968. Fu inoltre fondatore e presidente dell'Ice Club Genova, società sportiva per il  pattinaggio e l'hockey su ghiaccio, attualmente ubicata nel porto antico di Genova.
Attivo nel campo del sociale, sponsorizzò svariate attività con fini benefici; è stato insignito del titolo di Commendatore e di Cavaliere di Malta.
È morto nel 2005 a Genova, all'età di 81 anni.